# Küttig
Küttig ist ein Stadtteil von Münstermaifeld im Landkreis Mayen-Koblenz in Rheinland-Pfalz. Bis zum 31. Dezember 1975 war Küttig eine eigenständige Gemeinde.

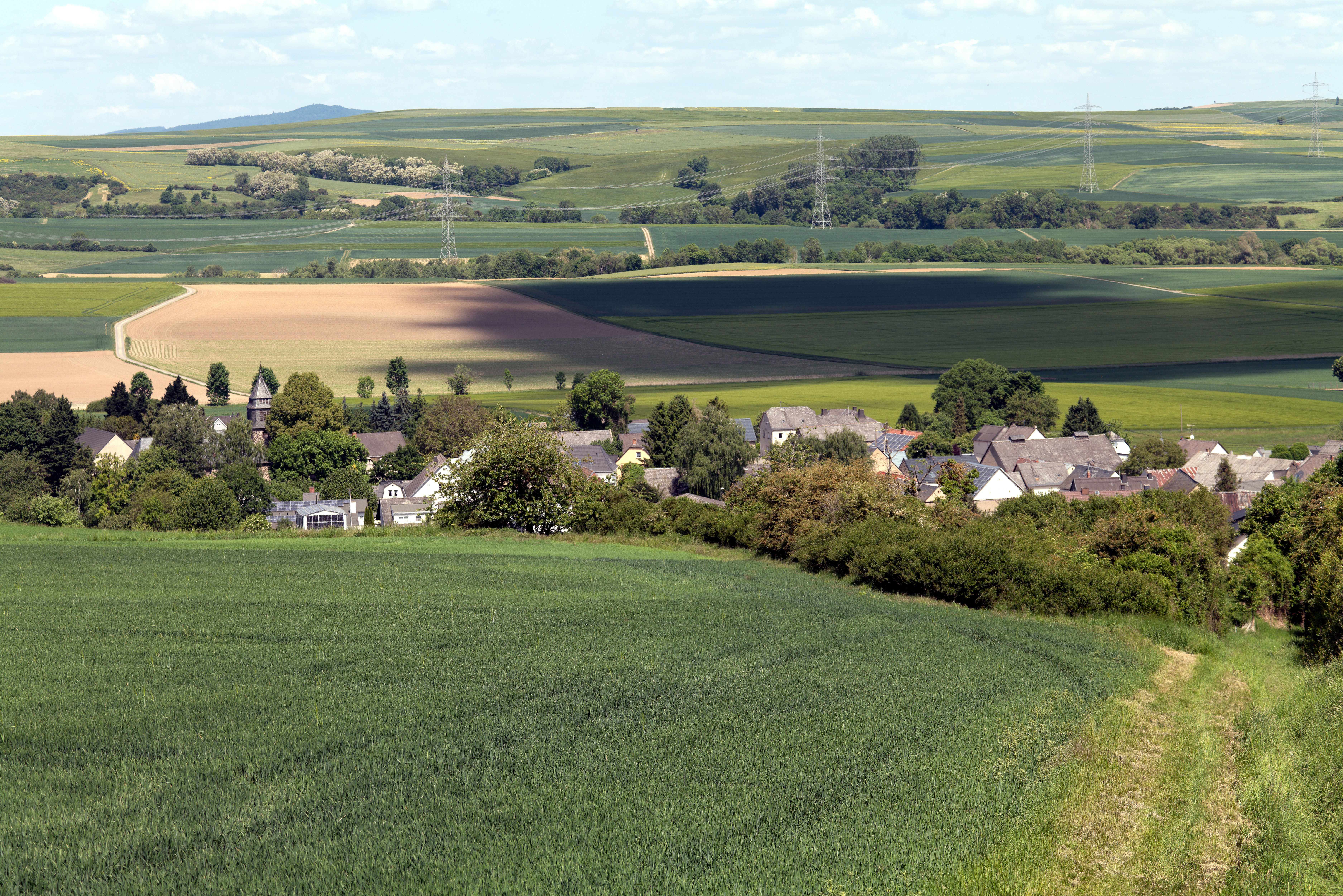
Küttig

## Geographische Lage
Küttig ist ein nördlich von Münstermaifeld gelegener Ort, unweit der Mosel im Mittelpunkt des vorderen Maifelds.

## Geschichte
Der Trierer Erzbischof Heinrich tauschte 964 mit seinen Vasallen Arnold und Sigibodus Güter. Der Erzbischof erhielt zwei Hufen zu Mertloch, wohingegen Arnold und Sigibodus u. a. eine Hufe in der villa cuttiaca bekamen, die sie bisher bereits als Lehen besaßen. Dies ist die erste Erwähnung des Ortes Küttig. Hufe war Land in der Größe eines Hofes, mit dem in der Regel auch Gebäude verbunden waren. In den Jahren 1466 und 1656 sind Glocken der Kapelle Maria Magdalena, einem Bau der 1920er Jahre, erwähnt. Große landwirtschaftliche Anwesen zeugen noch von frühen Höfen des Adels oder geistlicher Institutionen, die allerdings erst im 14. Jahrhundert fassbar werden. Nennenswert sind der Sponheimer Hof, der Hof des St. Kastorstifts in Koblenz und der Hof von Cleberg.

## Politik
Der Stadtteil Küttig ist einer von fünf Ortsbezirken, die per Hauptsatzung in Münstermaifeld gebildet wurden. Die Wahl eines Ortsbeirats ist nicht vorgesehen.
Jens Tetzlaff wurde am 9. Juli 2024 Ortsvorsteher von Küttig. Bei der Direktwahl am 9. Juni 2024 war er als einziger Bewerber mit einem Stimmenanteil von 74,8 % für fünf Jahre gewählt worden.
Tetzlaffs Vorgänger Peter Gansen hatte das Amt seit dem April 2017 ausgeübt, nachdem Thomas Knapp es im Januar 2017 niedergelegt hatte.

## Sehenswürdigkeiten
- Katholische Kapelle St. Maria Magdalena; kreuzförmige Anlage, 1922/23, Architekt Anton Falkowski, Mainz
- auf dem Friedhof: Kriegerdenkmal, Soldatenrelief, Kreuz; vor dem Friedhof Inschriftenstein; Wegekreuz, Nischentyp, bezeichnet 1721

Gemarkung
- Kleeburgerhof; große Bruchsteinanlage, späthistoristisches Wohnhaus, um 1900, ältere Ökonomiebauten; Gesamtanlage